# Alexander Kreuter
Alexander Kreuter (* 29. November 1886 in Speyer; † 27. September 1977) war ein deutscher Wirtschaftsjurist.

## Wirken
Kreuter studierte nach dem Abitur am Maximiliansgymnasium in München ab 1906 Rechts- und Staatswissenschaft an der Universität München und wurde 1909 bei Walther Lotz zum Dr. oec. publ. promoviert. Als junger Assessor im Reichsdienst war Kreuter im Ersten Weltkrieg Zivilkommissar der Provinz Löwen im besetzten Belgien. 1918 war er Referent der Waffenstillstandskommission und der Delegation für den Friedensvertrag von Versailles für Wirtschaft- und Finanzangelegenheiten. Als Referent für Wirtschaftsbeziehungen arbeitete er im Reichswirtschaftsministerium und erhielt 1919 als einer der letzten den Titel Wirklicher Geheimer Rat und Vortragender Rat. 
Er war 1919 Kommissar für Rohstoffe und Fabrikate des „Diktatorischen Wirtschaftsausschusses“. 1922 wurde er Mitglied des Vorläufigen Reichswirtschaftsrates. Er handelte mit der niederländischen Regierung das deutsch-niederländische Finanzabkommen vom 11. Mai 1920 aus. Nach seinem Ausscheiden aus dem Staatsdienst gründete er die Treuhandverwaltung für das Deutsch-Niederländische Finanzabkommen GmbH („Tredefina“), die er über fünfzig Jahre lang leitete. Für seine Verdienste als Leiter der Tredefina wurde er von der niederländischen Regierung zum Kommandeur des Ordens von Oranien-Nassau ernannt. 
Kreuter war ein umtriebiger Mann. Er war gleichzeitig auch Berliner Repräsentant der New Yorker Investmentbank Dillon, Read & Co. und viele Jahre lang persönlich haftender Gesellschafter der „Deutschen Kreditsicherungs-KG in Berlin, später Düsseldorf, die mit einem 10-Million-Dollar-Kredit von Dillon, Read & Co. in den 1920er Jahren gegründet worden war.“

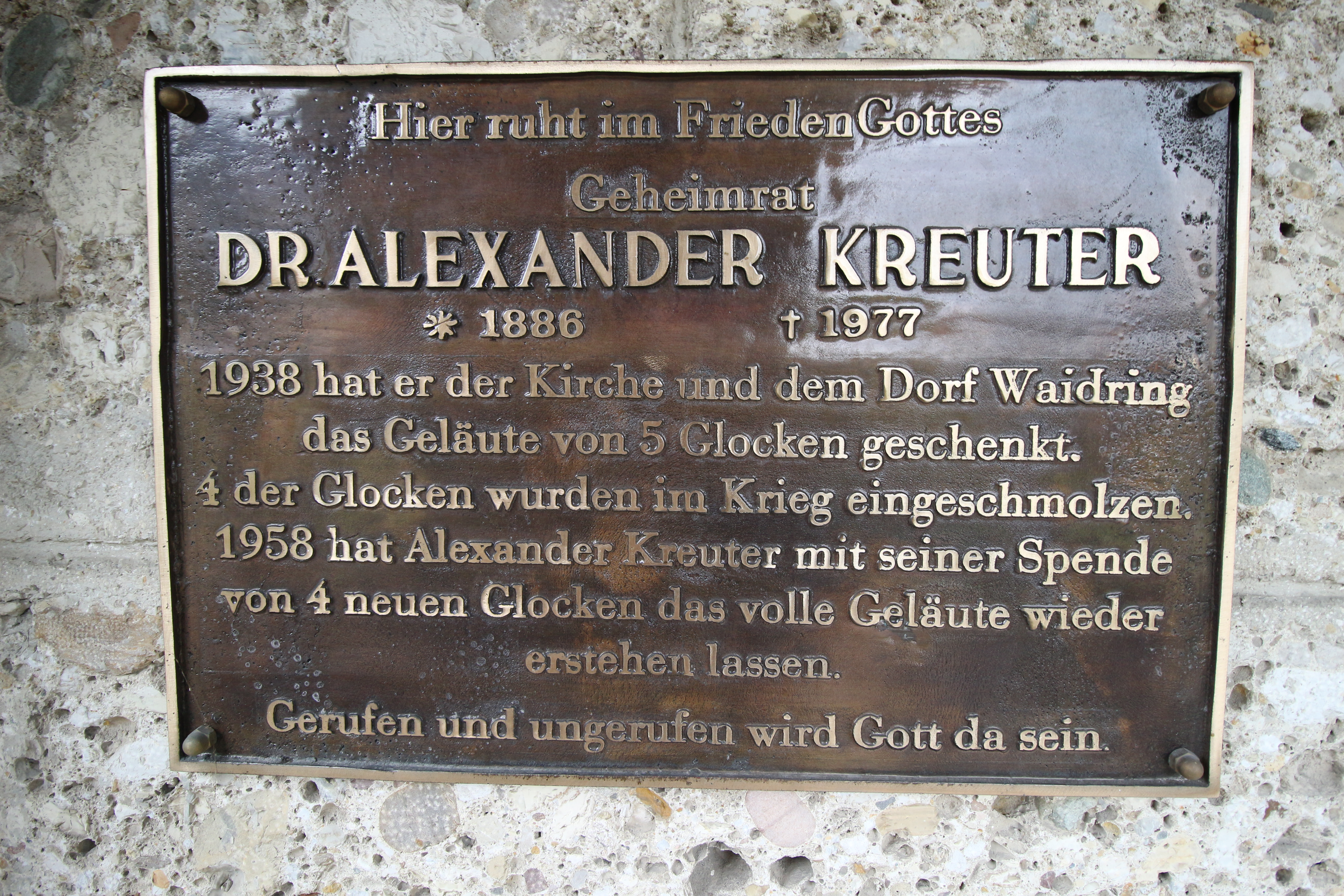
Gedenktafel für Alexander Kreuter in Waidring, Tirol

1938 stiftete Kreuter fünf Kirchenglocken für die Pfarrkirche Waidring in Tirol, wo er üblicherweise seine Sommerurlaube verbrachte. Im Zweiten Weltkrieg ging Kreuter, inzwischen Mitglied der Allgemeinen SS, bald nach der Kapitulation Frankreichs im Dienst des von Walter Schellenberg geleiteten Auslandsnachrichtendienstes im Amt VI des Reichssicherheitshauptamts (RSHA) der SS nach Paris.
Er leitete dort u. a. die „Société de Crédits et d’Investissements“ (SCI), die „arisierte“ vormalige „Société Financière pour l’Étranger“ (SFE), die mittels einer mehrheitlich von der Tredefina und zum kleineren Teil von der Barclays Bank finanzierten Kapitalerhöhung im Juli 1942 in „Société de Crédits et d’Investissements“ umbenannt und fortan von der Tredefina kontrolliert wurde. Die von Barclays beigesteuerten Gelder, 200 Millionen Franc überwiesen am 3. Juli 1942, stammten aus dem Vermögen ausländischer Juden und wurden auf Anordnung der deutschen Militärverwaltung in Frankreich von den deutschen Zwangsverwaltern dieser Firmen an die französische Tochter von Barclays überwiesen. Von dort fanden die Gelder ihren Weg über die Treuverkehr Deutsche Treuhand AG in Paris und Seligman Frères & Cie. an Kreuters SCI. Die SCI erwarb mit Geldern der Tredefina „arisierte“ Anteile an französischen Firmen, u. a. die Société des Schistes Bitumineux d’Autun, die die Ölschiefer bei Autun ausbeutete, und die Warenhauskette Galeries Lafayette. 
Ebenso war er Leiter der deutschen Tochter der eng mit der Vichy-Regierung verbundenen Bank Worms et Cie.

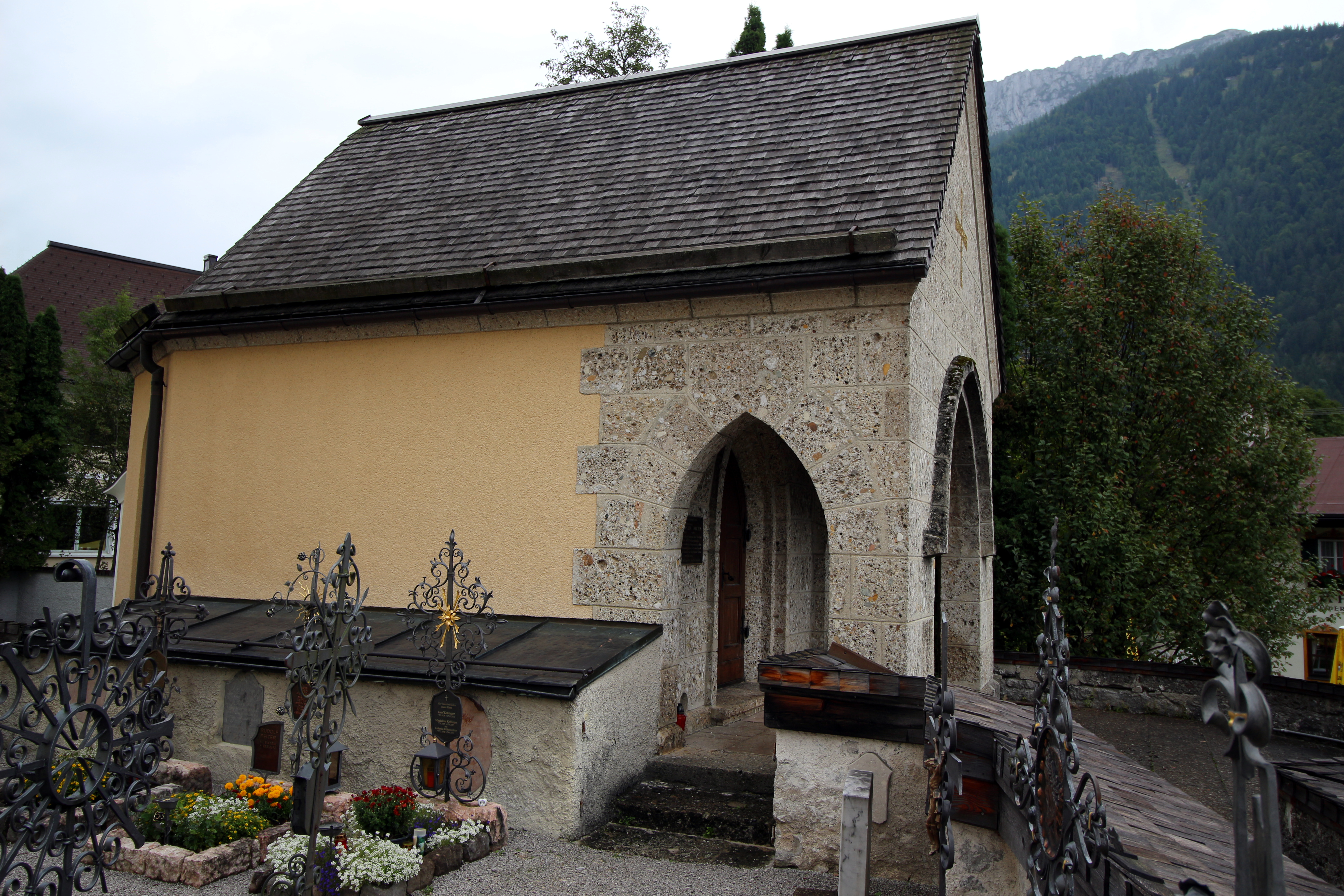
Ehemalige Totenkapelle in Waidring, letzte Ruhestätte von Alexander Kreuter

Nachdem vier der 1938 gestifteten Kirchenglocken im Zweiten Weltkrieg eingeschmolzen wurden, spendete Kreuter 1958 erneut vier Kirchenglocken. Kreuter wurde nach seinem Tod in der ehemaligen Totenkapelle in Waidring beigesetzt.

## Ehrungen
Der Bayerische Verdienstorden wurde ihm am 15. Dezember 1959 verliehen. Im Februar 1967 erhielt er das Große Verdienstkreuz mit Stern des Verdienstordens der Bundesrepublik Deutschland für seine Verdienste um das Kunsthistorische Institut in Florenz; seit 1960 war er Schatzmeister des Vereins zur Förderung des Kunsthistorischen Institutes in Florenz gewesen. 1967 wurde er Ehrenmitglied der Bayerischen Akademie der Schönen Künste.

## Familie
Er war verheiratet mit der Kunsthistorikerin Helga Kreuter-Eggemann, die er im besetzten Frankreich kennenlernte, als sie 1941 bis 1944 für den Einsatzstab Reichsleiter Rosenberg beim Kunstraub in Frankreich tätig war.

## Veröffentlichungen
- Zur Preisbildung in der Linienreederei. Ein Beitrag zur Morphologie des Seefrachtenmarktes. München 1909 (Dissertation)